# Öffentliche Aufgaben
Öffentliche Aufgaben sind Tätigkeitsbereiche insbesondere von Behörden und juristischen Personen des öffentlichen Rechts, die im Interesse der Allgemeinheit oder des Gemeinwohls erfüllt werden.

## Allgemeines
Der Begriff „öffentliche Aufgaben“ stammt von Hans Peters, der in der Erfüllung dieser Aufgaben ein maßgebliches Interesse der Öffentlichkeit sah. „Öffentliche Aufgaben“ ist ein unbestimmter Rechtsbegriff, der durch die Rechtswissenschaft und Rechtsprechung auszufüllen ist. Von den drei Bedeutungen des Rechtsbegriffs „öffentlich“ gilt in diesem Zusammenhang die Sichtweise für nicht-private Institutionen, denen bestimmte staatliche Aufgaben zugewiesen werden. Öffentliche Aufgaben stellen eine Konkretisierung konstitutioneller Staatsziele dar.

## Situation in Deutschland
Mit öffentlichen Aufgaben sind nach dem Urteil des Bundesverfassungsgerichts vom Dezember 1974 „die Aufgaben gemeint, an deren Erfüllung ein gesteigertes Interesse der Gemeinschaft besteht, die aber so geartet sind, dass sie weder im Wege privater Initiative wirksam wahrgenommen werden können noch zu den im engeren Sinn staatlichen Aufgaben zählen, die der Staat selbst durch seine Behörden wahrnehmen muss.“
Kernstück der öffentlichen Aufgaben ist in Deutschland die kommunale Daseinsvorsorge. In Anlehnung an den französischen Begriff der services publics wird in Art. 106 Abs. 2 AEUV von „Dienstleistungen von allgemeinem wirtschaftlichen Interesse“ gesprochen. Diese werden definiert als „marktbezogene Tätigkeiten, die im Interesse der Allgemeinheit erbracht und daher von den Mitgliedstaaten mit besonderen Gemeinwohlverpflichtungen verbunden werden.“ Vertraglich verankert wurde die Daseinsvorsorge auf europäischer Ebene mit dem Vertrag von Lissabon in den in Art. 14 AEUV geregelten „Diensten von allgemeinem wirtschaftlichen Interesse“.
Nach § 2 GemO NRW sind die Gemeinden in ihrem Gebiet ausschließliche und eigenverantwortliche Träger der öffentlichen Verwaltung. Deshalb sind sie berechtigt und verpflichtet, in ihrem Gebiet sämtliche öffentlichen Aufgaben wahrzunehmen. Auch alle anderen Gebietskörperschaften wie Landkreise oder Gemeindeverbände nehmen öffentliche Aufgaben wahr. Auch Anstalten (AöR) und Körperschaften des öffentlichen Rechts (KöR) sind zur Wahrnehmung öffentlicher Aufgaben verpflichtet. Es liegt nämlich im Ermessen des Staates, bei öffentlichen Aufgaben zu entscheiden, „welche dieser Aufgaben der Staat nicht durch seine Behörden, sondern durch eigens gegründete öffentlich-rechtliche Anstalten oder Körperschaften erfüllt“. Daher erfüllen auch öffentliche Rundfunkanstalten als AöR eine öffentliche Aufgabe, die in der Darbietung von Rundfunksendungen liegt. Die Veranstaltung von Rundfunksendungen ist nach der deutschen Rechtsentwicklung eine öffentliche Aufgabe. Sparkassen als AöR übernehmen ebenfalls öffentliche Aufgaben, die jedoch hier als öffentlicher Auftrag bezeichnet werden. Auch Industrie- und Handelskammern (KöR) nehmen öffentliche Aufgaben wahr.
Im Mai 2009 dehnte das Bundesverfassungsgericht den Adressatenkreis für öffentliche Aufgaben auf privatrechtlich organisierte Gesellschaften aus. „Dieser zunächst für juristische Personen des öffentlichen Rechts ausgesprochene Grundsatz beansprucht seiner Begründung nach gleichfalls für der Form nach juristische Personen des Privatrechts Geltung, wenn diese sich überwiegend im Eigentum der öffentlichen Hand befinden“. Bei der Einschätzung, ob diese Voraussetzungen vorliegen, kommt dem Staat ein weites Ermessen zu. „Wie der Staat öffentliche Aufgaben erledigen lassen will, ist im allgemeinen Sache seines freien Ermessens, freilich bis zu einem gewissen Grade auch von Eigenart und Gewicht der einzelnen Aufgabe abhängig. Es besteht hier eine breite Skala von Möglichkeiten, die vom freien Beruf mit öffentlich-rechtlichen Auflagen bis zu Berufen reicht, die gänzlich in die unmittelbare Staatsorganisation einbezogen sind, also ‚öffentlichen Dienst‘ im eigentlichen Sinne darstellen.“

## Kategorien öffentlicher Aufgaben
Eine Untergliederung der öffentlichen Aufgaben erfolgt vielfach nach den Inhalten bzw. ihrer Zielsetzung. Hauptkategorien öffentlicher Aufgaben bilden:
- Aufgaben, die die Beziehungen zwischen den souveränen Aufgabenträgern (insbesondere Staaten) betreffen (z. B. äußere Sicherheit, internationale Beziehungen),
- Aufgaben, die die Beziehungen innerhalb des Aufgabenträgers und der Gesellschaftsmitglieder untereinander ordnen (innere Sicherheit und Ordnung),
- Aufgaben, die die Handlungsfähigkeit des politisch-administrativen Systems des souveränen Aufgabenträgers gewährleisten (z. B. Steuererhebung, Durchführung von Wahlen),
- Aufgaben, die die Daseinsvorsorge der Gesellschaftsmitglieder betreffen (z. B. Betrieb von Schulen, Sozialversicherungssysteme),
- Aufgaben, die auf eine Steuerung der gesellschaftlichen Entwicklung und ihrer natürlichen Rahmenbedingungen auf bestimmte Ziele hin ausgerichtet sind (z. B. Integrationspolitik, Wirtschaftsförderung, Nachhaltigkeit).

## Arten
Auf Hans Peters geht auch die Unterscheidung zwischen unmittelbarer (= direkter) und mittelbarer Erfüllung (= indirekter) öffentlicher Aufgaben zurück. Nimmt die Kommune die Aufgaben direkt durch eigene Behörden wahr, handelt es sich um unmittelbare Erfüllung, werden die öffentlichen Aufgaben durch von ihr abhängige Institutionen erfüllt, liegt eine mittelbare Erfüllung öffentlicher Aufgaben vor.
Ferner wird zwischen Pflichtaufgaben und freiwilligen Aufgaben unterschieden. Zu den Pflichtaufgaben gehören die unverzichtbaren Bestandteile der Daseinsvorsorge und die durch Gesetz den Gemeinden zugewiesenen übertragenen Aufgaben, nicht lebensnotwendige Tätigkeitsbereiche sind freiwillige Aufgaben. Freiwillige Aufgaben sind in Abgrenzung zu Pflichtaufgaben solche, über die die Verwaltungsträger und Gerichte nicht nur hinsichtlich des „Wie“, sondern auch bezüglich des „Ob“ frei verfügen können. Bei den durch Gesetz den Gemeinden zugewiesenen Aufgaben wird wiederum zwischen „weisungsfreien Pflichtaufgaben“ und „weisungsgebundenen Pflichtaufgaben“ unterschieden.

## Ziele
Die Erfüllung öffentlicher Aufgaben zielt darauf ab, der Befriedigung kollektiver Bedürfnisse zu dienen, wobei es gleichgültig ist, welcher Organisations- oder Handlungsform sich ein öffentlicher Verwaltungsträger bedient. Die Erfüllung der öffentlichen Aufgaben liegt im öffentlichen Interesse, denn öffentliche Aufgaben sind Aktivitäten, die im Interesse der Allgemeinheit oder des Gemeinwohls erfüllt werden. Öffentliche Aufgaben umfassen auch unwirtschaftliche Tätigkeitsgebiete, die nicht oder nur unzulänglich im Wege privater Initiative wirksam wahrgenommen werden könnten. Es bedarf daher hoheitlicher Tätigkeit, um diese Aufgaben durchzusetzen.